# Esqui alpino nos Jogos Paralímpicos de Inverno de 2010 - Super-G masculino
As competições masculinas do Super-G (slalom supergigante) do esqui alpino nos Jogos Paraolímpicos de Inverno de 2010 serão disputadas no Whistler Creekside em 19 de março.

## Medalhistas
| Medalha | Atletas sentados        | Atletas em pé               | Deficientes visuais |
| ------- | ----------------------- | --------------------------- | ------------------- |
| Ouro    | JPN Akira Kano          | GER Gerd Schönfelder        | FRA Nicolas Berejny |
| Prata   | GER Martin Braxenthaler | FRA Vincent Gauthier-Manuel | SVK Jakub Krako     |
| Bronze  | JPN Taiki Morii         | AUT Hubert Mandl            | UKR Iurii Kostiuk   |

## Agenda
| Dia         | Horário (UTC-8) | Categoria           |
| ----------- | --------------- | ------------------- |
| 19 de março | 10:00           | Deficientes visuais |
| 19 de março | 10:21           | Atletas em pé       |
| 19 de março | 10:41           | Atletas sentados    |

## Resultados

### Atletas sentados
| Pos.              | Nº | Atleta                        | Tempo   | Diferença |
| ----------------- | -- | ----------------------------- | ------- | --------- |
| Medalha de ouro   | 12 | JPN Akira Kano                | 1:19.98 |           |
| Medalha de prata  | 8  | GER Martin Braxenthaler       | 1:20.63 | +0.65     |
| Medalha de bronze | 6  | JPN Taiki Morii               | 1:20.98 | +1.00     |
| 4                 | 7  | USA Christopher Devlin-Young  | 1:21.00 | +1.02     |
| 5                 | 14 | JPN Takeshi Suzuki            | 1:22.28 | +2.30     |
| 6                 | 9  | AUT Robert Frohle             | 1:24.00 | +4.02     |
| 7                 | 19 | AUT Reinhold Sampl            | 1:24.05 | +4.07     |
| 8                 | 21 | USA Heath Calhoun             | 1:24.77 | +4.79     |
| 9                 | 5  | FRA Yohann Taberlet           | 1:24.79 | +4.81     |
| 10                | 20 | AUT Dietmar Dorn              | 1:24.94 | +4.96     |
| 11                | 10 | AUS Shannon Dallas            | 1:25.21 | +5.23     |
| 12                | 1  | AUT Philipp Bonadimann        | 1:25.49 | +5.51     |
| 13                | 2  | CAN Josh Dueck                | 1:25.66 | +5.68     |
| 14                | 11 | GER Thomas Nolte              | 1:25.80 | +5.82     |
| 15                | 24 | KOR Sang-Min Han              | 1:26.42 | +6.44     |
| 16                | 3  | KOR Jong-Seork Park           | 1:26.48 | +6.50     |
| 17                | 31 | GER Franz Hanfstingl          | 1:27.53 | +7.55     |
| 18                | 29 | JPN Akira Taniguchi           | 1:27.79 | +7.81     |
| 19                | 16 | AUT Jürgen Egle               | 1:28.41 | +8.43     |
| 20                | 38 | SRB Jasmin Bambur             | 1:28.82 | +8.84     |
| 21                | 30 | JPN Kenji Natsume             | 1:29.07 | +9.09     |
| 22                | 13 | USA Tyler Walker              | 1:29.28 | +9.30     |
| 23                | 28 | NED Kees-Jan van der Klooster | 1:31.95 | +11.97    |
| 24                | 37 | CZE Oldrich Jelinek           | 1:34.62 | +14.64    |
| 25                | 33 | GBR Talan Skeels-Piggins      | 1:37.62 | +17.64    |
| 26                | 26 | ITA Luca Maraffio             | 1:38.72 | +18.74    |
| 27                | 39 | ITA Enrico Giorge             | 1:38.83 | +18.85    |
| 28                | 32 | Predefinição:FlagIPCathle     | 1:39.02 | +19.04    |
| 29                | 23 | GBR Russell Docker            | 1:44.07 | +24.09    |
|                   | 40 | AUS Sam Carter Danniels       | DNS     | -         |
|                   | 4  | SUI Christoph Kunz            | DNF     | -         |
|                   | 18 | GBR Sean Rose                 | DNF     | -         |
|                   | 22 | FRA Nicolas Loussalez-Artets  | DNF     | -         |
|                   | 27 | USA Carl Burnett              | DNF     | -         |
|                   | 34 | ITA Michael Stampfer          | DNF     | -         |
|                   | 35 | USA Nicholas Catanzarite      | DNF     | -         |
|                   | 36 | SWE Petter Ledin              | DNF     | -         |
|                   | 15 | SUI Hans Pleisch              | DSQ     | -         |
|                   | 17 | FRA Cyril More                | DSQ     | -         |
|                   | 25 | FRA Jean-Yves le Meur         | DSQ     | -         |

### Atletas em pé
| Pos.              | Nº | Atleta                      | Tempo   | Diferença |
| ----------------- | -- | --------------------------- | ------- | --------- |
| Medalha de ouro   | 7  | GER Gerd Schönfelder        | 1:20.11 |           |
| Medalha de prata  | 1  | FRA Vincent Gauthier-Manuel | 1:21.24 | +1.13     |
| Medalha de bronze | 9  | AUT Hubert Mandl            | 1:21.97 | +1.86     |
| 4                 | 5  | FRA Lionel Brun             | 1:22.42 | +2.31     |
| 5                 | 8  | AUS Cameron Rahles-Rahbula  | 1:22.65 | +2.54     |
| 6                 | 6  | SUI Michael Brugger         | 1:23.00 | +2.89     |
| 7                 | 11 | NZL Adam Hall               | 1:23.34 | +3.23     |
| 8                 | 14 | AUT Markus Salcher          | 1:23.68 | +3.57     |
| 9                 | 31 | JPN Gakuta Koike            | 1:25.29 | +5.18     |
| 10                | 29 | AUS Mitchell Gourley        | 1:25.38 | +5.27     |
| 11                | 10 | SVK Martin France           | 1:26.29 | +6.18     |
| 12                | 28 | SVK Martin Cupka            | 1:26.50 | +6.39     |
| 13                | 32 | CZE Stanislav Loska         | 1:27.21 | +7.10     |
| 14                | 12 | FRA Cedric Amafroi-Broisat  | 1:27.44 | +7.33     |
| 15                | 34 | JPN Shinji Inoue            | 1:27.62 | +7.51     |
| 16                | 21 | CAN Jeff Dickson            | 1:27.83 | +7.72     |
| 17                | 19 | USA Bradley Washburn        | 1:27.93 | +7.82     |
| 18                | 36 | CAN Matt Hallat             | 1:28.16 | +8.05     |
| 19                | 26 | ITA Christian Lanthaler     | 1:28.64 | +8.53     |
| 20                | 35 | CAN Morgan Perrin           | 1:29.15 | +9.04     |
| 21                | 27 | SUI Micha Josi              | 1:29.66 | +9.55     |
| 22                | 18 | RUS Alexandr Alyabyev       | 1:29.76 | +9.65     |
| 23                | 13 | GER Kevin Wermeester        | 1:29.95 | +9.84     |
| 24                | 16 | AUS Marty Mayberry          | 1:30.50 | +10.39    |
| 25                | 33 | AUT Bernhard Habersatter    | 1:30.58 | +10.47    |
| 26                | 38 | CAN Kirk Schornstein        | 1:31.65 | +11.54    |
| 27                | 24 | USA Monte Meier             | 1:31.91 | +11.80    |
| 28                | 30 | USA John Whitney            | 1:32.97 | +12.86    |
| 29                | 23 | FRA Laurent Caul-Futy       | 1:34.15 | +14.04    |
| 30                | 37 | POL Andrzej Szczesny        | 1:35.12 | +15.01    |
| 31                | 22 | USA George Sansonetis       | 1:35.74 | +15.73    |
| 32                | 40 | RSA Bruce Warner            | 1:38.52 | +18.51    |
| 33                | 25 | AUS Nicholas Watts          | 1:47.84 | +27.83    |
|                   | 2  | SUI Thomas Pfyl             | DNF     | -         |
|                   | 3  | FRA Romain Riboud           | DNF     | -         |
|                   | 4  | AUT Robert Meusburger       | DNF     | -         |
|                   | 15 | AUS Toby Kane               | DNF     | -         |
|                   | 20 | JPN Hiraku Misawa           | DNF     | -         |
|                   | 17 | AUT Manfred Auer            | DSQ     | -         |
|                   | 39 | USA Ralph Green             | DSQ     | -         |

### Deficientes visuais
| Pos.              | Nº | Atleta                      | Tempo   | Diferença |
| ----------------- | -- | --------------------------- | ------- | --------- |
| Medalha de ouro   | 9  | FRA Nicolas Berejny         | 1:21.55 |           |
| Medalha de prata  | 7  | SVK Jakub Krako             | 1:21.71 | +0.16     |
| Medalha de bronze | 3  | SVK Miroslav Haraus         | 1:22.75 | +1.20     |
| 4                 | 13 | USA Mark Bathum             | 1:23.05 | +1.50     |
| 5                 | 10 | ESP Jon Santacana Maiztegui | 1:23.21 | +1.66     |
| 6                 | 6  | CAN Chris Williamson        | 1:23.74 | +2.19     |
| 7                 | 8  | ITA Gianmaria dal Maistro   | 1:24.84 | +3.29     |
| 8                 | 11 | SVK Radomir Dudas           | 1:25.76 | +4.21     |
| 9                 | 5  | AUT Christoph Prettner      | 1:26.58 | +5.03     |
| 10                | 4  | SVK Norbert Holik           | 1:28.27 | +6.72     |
| 11                | 15 | GER Gerd Gradwohl           | 1:28.39 | +6.84     |
| 12                | 2  | SVK Michal Beladic          | 1:28.46 | +6.91     |
| 13                | 12 | RUS Ivan Frantsev           | 1:29.50 | +7.95     |
| 14                | 14 | ESP Gabriel Gorce Yepes     | 1:35.40 | +13.85    |
| 15                | 1  | ESP Andrea Boira Diaz       | 1:36.71 | +15.16    |

## Legenda
| Q   | Classificado (Qualified)       |
| DNS | Não largou (Did not start)     |
| DNF | Não terminou (Did not finish)  |
| DSQ | Desclassificado (Disqualified) |